# Bleu du Vercors-Sassenage
El bleu du Vercors-Sassenage (abans anomenat bleu du Vercors o bleu de Sassenage) és un formatge blau francès amb AOC i DOP, procedent de la regió Roine-Alps antic Delfinat). Es beneficia d'una AOC des del 30 de juliol de 1998. Es produeix a l'interior del massís de Vercors, incloent 13 municipis del departament de la Droma i 14 del departament d'Isère. Està emparentat amb el bleu de Gex. És un formatge de pasta blava, sense premsar ni coure.